# Mădălina Ghițescu
Mădălina Ghițescu (n. 29 iulie 1978, București, România) este o actriță română de teatru, voce, televiziune și film. Este cunoscută publicului român pentru colaborarea cu Studioul de teatru „Casandra”, dar și pentru rolul Marilena, interpretat în filmul Marilena de la P7 (2006), în regia lui Cristian Nemescu. A fost membru al emisiunii Școala Vedetelor, difuzată de Televiziunea Română, între anii 1995-1998. Între 2003 și 2012 face parte din mișcarea artistică independentă din România, colaborează cu Centrul Național al Dansului, Teatrul Luni de la Green Hours, Teatrul Act, Teatrul Arca, Teatrul Mic și Teatrul Foarte Mic în București și Fabrica de Pensule, Colectiv A, Cluj, Teatrul Yorick, Târgu-Mureș și participă la festivaluri internaționale de teatru și dans. În 2012 se mută în Timișoara. Din 2013 este căsătorită cu Daniel-Silvian Petre, poet, prozator, publicist și solist al trupei Survolaj. Din 2015, cei doi au un fiu, David Petre. Din anul 2013 este actor-colaborator al Teatrului Național "Mihai Eminescu" din Timișoara. Între anii 2014-2017 este profesor-colaborator de mișcare scenică, ritmică și dans în cadrul Facultății de Teatru a Universității de Vest din Timișoara. În 2018 scrie dramaturgia piesei "Secretul fericirii la Reșița", împreună cu Mihaela Michailov și Matei Mircioane, spectacol în regia lui Ștefan Iordănescu, pentru Teatrul de Vest, Reșița, dramaturgia piesei "Morfem" precum și dialogurile piesei “Ce-ar fi fost dacă?", adaptare după Florin Iepan, regia Ștefan Iordănescu. Între anii 2005 și 2020 se implică în acțiuni de voluntariat și intervenție culturală urbană. Din 2016 până în prezent este actor al Teatrului pentru Copii și Tineret "Merlin" din Timișoara, unde semnează și mișcarea scenică, coregrafia, asistența tehnică, asistența regie și regia unor spectacole.

## Studii
Mădălina Ghițescu a urmat Școala generală nr. 30 din zona Teiul Doamnei, București, între anii 1984 -1988. La vârsta de trei ani, urmează cursuri de balet la Rapsodia Română, la clasa de copii a balerinei Elena Dacian. Tot în anii copilăriei, este membru al corului de copii al Radiodifuziunii Române și al corului de copii de la Opera Română, București. În timpul gimnaziului, a studiat în Liceul de Coregrafie (astăzi „Floria Capsali”) unde studiază balet cu Adina Cezar și dans contemporan cu Liliana Iorgulescu și Sergiu Anghel. A ales în continuare liceul „Ion Luca Caragiale”, secția de filologie. Între anii 1993-1996, urmează cursuri la Școala Populară de Artă, București, secția Canto, clasa profesor Viorela Filip și secția Teatru, clasa profesor Ion Arcudeanu (1993-1996). În 2003, a absolvit cu media maximă Universitatea Națională de Artă Teatrală și Cinematografică „Ion Luca Caragiale”, secția de actorie (clasa Sanda Manu, Ion Cojar). Rolul de licență a fost Isbjorg-lumină din piesa „Mă cheamă Isbjorg. Sunt o leoaică” regizat de Gianina Cărbunariu.

## Activitate actoricească

### Roluri în piese de teatru
- Mă cheamă Isbjorg. Sunt o leoaică de Havar Sigurjonnson - Isbjorg-Lumină - (regia Gianina Cărbunariu, Studioul Casandra, București, 2003)
- Love Zig-Zag (performance teatru-dans, concept coregrafic  Florin Fieroiu, Studioul Casandra, București, 2003)
- Frankie e O.K., Peggy e fată bună și casa e mișto - Peggy - (regia Robert Bălan, Studioul Casandra, București, 2003)
- Natural born fuckers- Fata - (regia Marcel Țop, Studioul Casandra, Teatrul Act, București, 2003)
- TATIANA ALEXEEVNA - "Jubileul" de A. P. Cehov, regia Adrian Nistorescu, STUDIOUL CASANDRA, București, 2003
- ISMENA - " Antigona" - Tragedii Antice, duoă Eschil, Sofocle și Euripide, regia Ion Cojar, STUDIOUL CASANDRA, București, 2003
- THE JOY OF THE VIRGIN MARY, coregrafie Alina Sterp, STUDIOUL CASANDRA, București, 2003
- CAFE MAGIQUE, coregrafie Andreea Toma, STUDIOUL CASANDRA, București, 2003
- Red-light & Hot-line - The Girl - (regia Marcel Țop, Teatrul Arca, București, 2003)
- madybaby.edu de Gianina Cărbunariu - Mady - (regia Gianina Cărbunariu, Teatrul Foarte Mic, București, 2004)
- Vitamine - Fata Mută- (regia Ana Mărgineanu, Teatrul Mic, București, 2005)
- Terorism (regia Gianina Cărbunariu, Teatrul Mic, București, 2005)
- Tatăl (regia Cătălina Buzoianu, Teatrul L. S. Bulandra, București, 2006)
- Ziua f....ă a lui Nils de Ștefan Peca (regia Peca Ștefan, Teatrul Luni de la Green Hours, București, 2008)
- Poimâine, alaltăieri de Gianina Cărbunariu (regia Gianina Cărbunariu, Teatrul Mic, București, 2008)
- 20/20 de Gianina Cărbunariu (regia Gianina Cărbunariu, Teatrul Yorick, Târgu-Mureș, 2009)
- GEORGIE – „ Spike Hills” de Teressa Rebeck, regia: Roberta Șerban, Magazinul Coquet, București, 2009
- X mm din Y km de Gianina Cărbunariu (regia Gianina Cărbunariu, Fabrica de Pensule, Colectiv A, Cluj-Napoca, 2011)
- Visul unei Nopți de Vară de W. Shakespeare (regia Gelu Colceag, Teatrul Mic, București, 2011)
- Cabaretul Cuvintelor de Matei Vișniec (regia Ștefan Iordănescu, Teatrul Național "Mihai Eminescu", Timișoara și Teatrul Național "Aurelian Manea", Turda, 2012)
- Minotaurul (regia Ștefan Iordănescu, Teatrul "Ion Slavici", Arad, 2013)
- Romeo și Julieta de W. Shakespeare - Julieta - (regia Rahim Burheim, Teatrul Național "Mihai Eminescu", Timișoara, 2013)
- Terminal-Aeroport 3 -Florentina - (regia Ion Ardeal Ieremia, Teatrul Național "Mihai Eminescu", Timișoara, 2013)
- Anna Karenina, adaptare după Lev Tolstoi - Kitty - (regia Ada Lupu-Hausvater, Teatrul Național "Mihai Eminescu", Timișoara, 2013)
- Povestea de Iarnă de W. Shakespeare (regia Alexander Hausvater, Teatrul Național "Mihai Eminescu", Timișoara, 2013)
- Sarea în bucate, adaptare după Petre Ispirescu - Lacrima de sare - (regia Mirela Puia, Teatrul Național "Mihai Eminescu", Timișoara, 2013)
- Blessed de Simona Vintilă (regia Simona Vintilă, 2014)
- Nopți albe de F. M. Dostoievsky - Nastenka - (regia Stefano de Luca, Teatrul Național "Mihai Eminescu", 2014)
- Atentate la viața ei - Fata Bombă] - (regia Ștefan Iordănescu, mișcare scenică, asistență regie și asistență tehnică Mădălina Ghițescu-Petre, Teatrul pentru Copii și Tineret "Merlin", Timișoara, 2016)
- Vrăjitorul din Oz, adaptare după Frank Baum - Dorothy/Mânuire Toto - (regia Miruna Radu, mișcare scenică, asistență regie Mădălina Ghițescu-Petre, Teatrul pentru Copii și Tineret "Merlin", Timișoara, 2016)
- Crăiasa Zăpezii - Gretchen - (regia Mihaela Gaiță Lichiardopol, Teatrul pentru Copii și Tineret "Merlin", Timișoara, 2016)
- Albă-ca-Zăpada-Mânuire Oglindă/Pitic - (regia Ileana Stana, Teatrul pentru Copii și Tineret "Merlin", Timișoara, 2016)
- Fata babei și Fata moșneagului - Luna/Mânuire Cățelușa/Pasăre - (regia Ștefan Sasu, Teatrul pentru Copii și Tineret "Merlin", Timișoara, 2016)
- Magazinul cu jucării - Iepurașul Teofil - (regia Toma Hogea, mișcare scenică, coregrafia. asistența tehnică, asistență regie Mădălina Ghițescu-Petre, Teatrul pentru Copii și Tineret "Merlin", Timișoara, 2017)
- Cei doi purceluși sau Cei șapte ani de acasă - Mânuire purcelușul Ghiță - (regia Ion Popescu, Teatrul pentru Copii și Tineret "Merlin", Timișoara, 2017)
- Profu' de religie de Mihaela Michailov - Mara - (regia Mihaela Gaiță Lichiardopol, Teatrul pentru Copii și Tineret "Merlin", Timișoara, 2017)
- Făt-Frumos din lacrimă de Mihai Eminescu - Ileana Cosânzeana/Muma Pădurii - (regia Alexandru Mihăescu, Teatrul pentru Copii și Tineret "Merlin", 2017)
- Cartea cu Apolodor de Gellu Naum - Mânuire Pinguinul Apolodor - (regia Toma Hogea, (mișcare scenică, coregrafie, asistență tehnică, asistență regie Mădălina Ghițescu-Petre, Teatrul pentru Copii și Tineret "Merlin", 2018)
- Degețica - Mânuire Degețica - (regia Alina Hiristea, Teatrul pentru Copii și Tineret "Merlin", 2018)
- Frumoasa adormită - Actor/Mânuire cățelul Năsuc/Ursitoarea Dansului - (regia Adela Moldovan, (mișcare scenică, coregrafie, asistența tehnică Mădălina Ghițescu-Petre, Teatrul pentru Copii și Tineret "Merlin", 2019)
- Extraterestrul care își dorea ca amintire o pijama de Matei Vișniec - Eliza - (regia Laszlo Beres, (mișcarea scenică și coregrafia Mădălina Ghițescu-Petre, Teatrul pentru Copii și Tineret "Merlin", 2019)
- Cufărul celor șapte pitici - Maștera - (regia Laszlo Beres, Teatrul pentru Copii și Tineret "Merlin", 2020
- Cine este Mary P.?, adaptare după P. L. Travers - Doamna Banks/Amy Prună/ Șarpele Șaman cu monoclu - (regia Alexandru Mihăescu, Teatrul pentru Copii și Tineret "Merlin", 2020)
- Povestiri din Țara Rutabaga. Hoinăreală în zig-zag, adaptare de Mona Donici după Carl Sandberg - Mama - (regia Levente Kocsardi, Teatrul pentru Copii și Tineret "Merlin", Timișoara, 2021)
- 2024 - GHIONOAIA/ ZÂNA FERICIRII, ajutor de Scorpie, dansator Ghemul vieții, "Tinerețe fără bătrânețe și viață fără de moarte", adaptare după Petre Ispirescu, regia Hogea Toma, Teatrul Merlin, Timișoara
- 2023 - ANGI, "1989. Cifre. Ziffren", scenariu radiofonic de Ilinca Stihi, teatru în concert, Radio România Cultural și Teatrul German de Stat Timișoara, proiect în deschiderea Timișoara, Capitală Europeană a  Culturii.
- 2023 - MAICA DUMINICĂ/BUFONUL, "Harap Alb" de Ion Creangă, regia Toma Hogea, Casa de Cultură Lira, Timișoara
- 2023 - XO/XIMENA, " Orașul Paralel 3 - Party în Elisabetin" de Peca Ștefan, regia Ana Mărgineanu, muzica Cari Tibor și Ștefan Peca, coproducție Teatrul pentru Copii și Tineret, "Merlin", Teatrul Maghiar de Stat "Csiki Gergely", Universitatea Politehnica și Asociația Culturală Diogene, proiect Timișoara, Capitală Europeană a Culturii, Timișoara
- 2022  - LADY G/FATA, "Pantofii Roșii", adaptare după H. C. Andersen, concept și coregrafie Tunde Baczo, muzica Cari Tibor, Teatrul pentru Copii și Tineret, "Merlin", Timișoara
- 2021  - MAMA LIDI, "Orice șoarece iubește cașcavalul" de Kyula Urban, regia: Beres Laszo, Teatrul pentru Copii și Tineret, "Merlin", Timișoara

### SONGURI
- Școala Vedetelor
- Agentul meu secret - Betsy - Orășelul leneș, Disney.
- Rock 'n' roll - Zack - Zack și Cody, Ce viață minunată!, Disney.
- Sarea în bucate, compozitor Sebastian Hamburger.
- Vrăjitorul din Oz, compozitor Ilie Stepan.
- Magazinul cu jucării, compozitor Anda Tăbăcaru.
- Cartea cu Apolodor, compozitor Cari Tibor.
- Extraterestrul care își dorea ca amintire o pijama, compozitor Cari Tibor.
- Cine este Mary P.?, compozitor Cari Tibor
- Povestiri din Țara Rutabaga. Hoinăreală în zig-zag, compozitor Levente Kocsardi.

## Filmografie
- Hacker (2002)
- Ciocolata (2004)
- Marilena de la P7 (2005)
- Je vous trouve tres beau (2005)
- Cu un pas înainte (2007)
- California Dreamin' (nesfârșit) (2007)
- Afterimage (2007)
- 4 luni, 3 săptămâni și 2 zile (2007)
- Poveste de cartier (2008)
- Amintiri din Epoca de Aur 1: Tovarăși, frumoasă e viața! (2009)
- Eva. Povestea unui secol ( 2010)
- Captivi de Crăciun (2010)
- Rebecca. File (2013)
- Clara (2022)

## Dublaj
- Kid vs Kat - Cooper "Coop" Burtonburger, 2008, Disney
- He-Man și monștrii universului - Ursitoarea/The Sorceress, 2005, Cartoon Network
- Viața în acvariu - Șoarece, Pamela Hamster, 2010, Disney
- Hannah Montana - Lilly Troscot. 2009, Disney
- Zack și Cody, ce viață minunată - Zack, 2009, Disney
- Bug Juice: aventurile mele în tabără
- Pisicuța Unicorn Fluturaș Curcubeu, Yeta, 2019, Jetix
- Clopoțica - Fauna (The Fawn) - „ Tinkerbell 1, 2, 3, 4 ”, România,  DVD, 2007-2010, Disney
- Lady/Doamna - " Magicienii din Waverly Place", 2007, Disney
- Au
- - Voci feminine - " Bug Juice: Aventurile mele din tabără", 2018  –  CARTOON NETWORK (Audio Digital Design Digital Art, A. D. SYS STUDIO)  
* Lori - "Transformarea roboților"  * Mimi Tasogare - "Lupta stăpânilor" 2005  -  JETIX CHANNEL - Fast Production Film, 1998  * Richie Rich - " O dorință de Crăciun a lui Richie Rich", 1998  * Hai-Lyn - "W.I.T.C.H.", 2006, 2007  
* Voce - " Aventurile lui Jimmy Neutron: Micul geniu

## Alte activități

### Videoclipuri
- Bosquito - Două mâini (regizat de Cătălin Mitulescu, 2003)
- The Rasmus - In The Shadows (2003)
- Aliaj - Hai (2005)
- Taxi - Dragostea ca o pereche de pantofi (2007)
- Survolaj - Cel mai iubit dușman al meu (2008)
- Hurts - Better than love (2010)
- Byron - King of Clowns (2010)

### Piese de teatru radiofonic
- 2012 - SUZANA, din piesa radiofonică, „Suzana”, regia și dramaturgia Ilinca Stihi, Radio România Cultural, secția Teatrul Național Radiofonic, Premiul Uniter
- 2013 - FEMEIA - piesa radiofonică " Fantomele din Canterville", adaptare după o idee de Oscar Wilde, scenariul și regia Ilinca Stihi, Radio România Cultural, secția Teatrul Național Radiofonic

### Acțiuni de voluntariat și intervenție culturală urbană
- 2020 - Dramaturgia proiectului „Facilitarea construcției hărților mentale de cartier”, în cadrul proiectului internațional „ELAN. Incubator de Imaginație Civică pentru Tineri”, Fundația Județeană pentru Tineret, (F.I.T.T.) și Asociația Diogene Bihoi, în colaborare cu Teatrul Studențesc Thespis și Szalt Radio.
- Regia și conceptul spoturilor video pentru promovarea participării la vot în cadrul Campaniei de informare – Tineri informați, Consiliul Județean Timiș și F.I.T.T. Coordonator-dramaturg proiect online Civicultura, “Voce din camera mea”, F.I.T.T. și Asociația Diogene Bihoi, intervenție cultural urbană pe centre culturale în zone defavorizate ale Timișoarei.
- 2019	- Dramaturg al proiectului CiviCultura și Asociația Diogene Bihoi, intervenție culturală în zone defavorizate, Festivalul Cartierelor, “Vocile Cartierului”, Asociația Timișoara 2021, Ministerul Culturii, Timișoara
- 2016 - „ Blessed ”de Simona Vintilă, teatru umanitar pentru prevenția Alzheimer, regia: Simona Vintilă, Centrul Cultural Ambasada, în colaborare cu Centrul Memoriei și Teatrul Independent „Țache”, Timișoara
- 2013 - Coordonator proiect și trainer al spectacolului „SPECIFIC SPECIAL”, spectacol cu participarea persoanelor cu dizabilități intelectuale, parteneriat “Fundația pentru Voi” și Teatrul Național ”Mihai Eminescu”, Timișoara
- 2011 - Actor-colaborator în cadrul proiectului tour „ Trafficking in person”, în colaborare cu MTV SUA și România, Guvernul Statelor Unite ale Americii, Mitropolia Română și Organizația Internațională pentru Migrație OIM România, cu piesa „ Traffic” de Gianina Cărbunariu, regia: Gianina Cărbunariu
- Colaborator în cadrul proiectului „ Harta sensibilă”, Rahova-Uranus, coordonator proiect: Maria Drăghici, Irina Gâdiuță, Gianina Cărbunariu
- 2005 - Voluntar al Asociației ONG "Jean-Valjean", pe proiectul "Justiția pentru minori, București și Tabăra Zărnești, în colaborare cu Poliția Română

### Premii
Premiul "Cea mai bună actriță", pentru rolul Maștera din "Cufărul celor șapte pitici", Festivalul Internațional de Animație, Puck, Cluj, 2022
- Premiul de Excelență pentru Contribuția adusă Culturii, acordat de Primăria Timișoara, 2017
- Premiul " Pro Cultura Timisiensis Certitudini, acordat de Consiliul Județean Timiș și Mitropolia Banatului, 2017
- Premiul „Cea mai bună Regie” pentru piesa "Povești corecte politic de adormit copiii", adaptare după James Finn Garner, în cadrul Gala Premiilor “Diogene Bihoi”, Teatrul Thespis, Timișoara, 2013
- Premiul „Ioan Strugari” pentru „Cea mai bună interpretare” a revenit în mod colectiv distribuției spectacolului X milimetri din Y kilometri de Gianina Cărbunariu, o producție a Companiei Colectiv A, Fabrica de Pensule, Cluj, 2012
- Premiul de bun augur pentru întreaga activitate oferit de către Rectorul U.N.A.T.C. - Gala Absolvenților - Studioul Casandra, 2003

### Spectacole Regie
- 2013 - Regia și concepția spectacolului "Povești corecte politic de adormit copiii", adaptare după James Finn Garner, Teatrul Thespis, Timișoara
- - Regia și conceptul spectacolului " Specific Special", spectacol - terapie pentru persoane cu dizabilități, “Fundația pentru Voi”, Timișoara
- 2014 - Regia, conceptul și coregrafia spectacolului " Random Vortex, Universitatea de Vest, Timișoara
- 2014	- Regia și conceptul spectacolului " Prizonierul nr.7", adaptare a monodramei," Decalogul după Hess" de Alina Nelega, Teatrul Thespis, Timișoara
- 2018 - Regie și concept artistic " Zaiafeturi", triptic literar, adaptare după " Momente și schițe" de Ion Luca Caragiale, Teatrul pentru Copii și Tineret „Merlin”, Timișoara
- 2019 - Regia și conceptul spectacolului monodramă "Don Juan din Leusic"de Boris Atanaskovici, secția sârbă, Teatrul pentru Copii și Tineret „Merlin”, Timișoara
- 2025 - Regia și conceptul spectacolului *Iubirea Eminescu & Veronica'" de Ion Jurcă Rovina, Teatrul oentru Copii și Tineret "Merlin", Timișoara.